# Papucul doamnei
Papucul doamnei (lat. Cypripedium calceolus) este o specie de orhidee aparținând clasei Liliopsida. Pe teritoriul Republicii Moldova este o specie critic periclitată (CR- Critically Endangered) 
Cypripedium calceolus apare în pădurile umbroase de foioase și mixte (rareori în plină lumină solară la altitudini mai mari) sau mai rar, pe versanții împrăștiați cu pietre, predominant pe soluri calcaroase.
Este o plantă perenă, geofită, înflorind în mai- iunie. Semințele se maturizează în iulie.
Poate rezista iernilor reci și în părțile nordice ale eurasiei tinde să crească în grădinile de primăvară bogate în calciu și pe pajiștile mlăștinoase.
Planta este favorizată de climele suboceanice până la cele subcontinentale și este rară în regiunile cu climă atlantică și mediteraneană 
Crește în soluri sărace sau moderate, bogate în substanțe nutritive, particule sărace în azot, bogate în bese, neutre până la dispoziție, soluri acide. În Europa Centrală, pH-ul din habitatele sale este mai mare de 7,1. 
1. ↑  Kull, Tiiu (1999), „Cypripedium calceolus L.”, Journal of Ecology, 87 (5), pp. 913–924, ISSN 0022-0477, accesat în 6 martie 2021
2. ↑  Procházka F., Velísek V. (1983). Orchideje naší přírody. Academia Praha.